# Спартак (стадион, Нальчик)
Республиканский стадион «Спарта́к» — футбольный стадион в кабардино-балкарском городе Нальчик, Россия. Домашняя арена футбольного клуба «Спартак-Нальчик». На этом стадионе клуб проводит домашние матчи чемпионата России и Кубка России по футболу.

## История
С 1960 года является домашней ареной ФК «Спартак-Нальчик». С 1992 года стадион имеет официальный сертификат РФС. До 2006 года арена вмещала 14 400 зрителей, но по просьбе РФПЛ была реконструирована, появились новые места для зрителей, современные осветительные приборы, качественное табло. Вместимость стадиона 13 800 зрителей.

## Средняя посещаемость стадиона
- 2006 — 13 393 зрителей
- 2007 — 12 420 зрителей .
- 2008 — 8880 зрителей .
- 2009 — 9473 зрителей .
- 2010 — 9580 зрителей .
- 2011/2012 — 4587 зрителей .
- 2012/2013 — 2419 зрителей .